# Elisabeth Bardwell
Elisabeth Miller Bardwell (4 de dezembro de 1831, Colrain, Massachusetts - 27 de maio de 1899, Greefield, Massachusetts) foi uma astrónoma norte-americana. Graduou-se no Mount Holyoke College em 1866 e continuou ali como professora até sua morte.